# Akira Itō
Akira Itō (伊藤章) és un mangaka japonès. Itō és el creador de Yu-Gi-Oh! R, una seqüela de la sèrie Yu-Gi-Oh! que segueix la història després que Yugi Mutou hagi guanyat les tres cartes dels déus egipcis. Itou també ha treballat juntament amb Yoshihiro Takahashi en la creació del manga Fang.